# Diplonevra alleni
Diplonevra alleni är en tvåvingeart som beskrevs av Charles Thomas Brues 1919. Diplonevra alleni ingår i släktet Diplonevra och familjen puckelflugor.
Artens utbredningsområde är Grenada. Inga underarter finns listade i Catalogue of Life.